# Коронел-Шавьер-Шавис
Коронел-Шавьер-Шавис (порт. Coronel Xavier Chaves) — муниципалитет в Бразилии, входит в штат Минас-Жерайс. Составная часть мезорегиона Кампу-дас-Вертентис. Входит в экономико-статистический микрорегион Сан-Жуан-дел-Рей. Население составляет 3331 человек на 2006 год. Занимает площадь 141,137 км². Плотность населения — 23,6 чел./км².
Праздник города — 1 марта.

## История
Существует с колониальных времён, получил статус города 30 декабря 1962 года.

## Статистика
- Валовой внутренний продукт на 2003 год составляет 13 186 722,00 реалов (данные: Бразильский институт географии и статистики).
- Валовой внутренний продукт на душу населения на 2003 год составляет 4040,05 реалов (данные: Бразильский институт географии и статистики).
- Индекс развития человеческого потенциала на 2000 год составляет 0,731 (данные: Программа развития ООН).